# NGC 5689
NGC 5689 est une galaxie lenticulaire située dans la constellation du Bouvier. Sa vitesse par rapport au fond diffus cosmologique est de 2 279 ± 13 km/s, ce qui correspond à une distance de Hubble de 33,6 ± 2,4 Mpc (∼110 millions d'al). NGC 5689 a été découverte par l'astronome germano-britannique William Herschel en 1787.

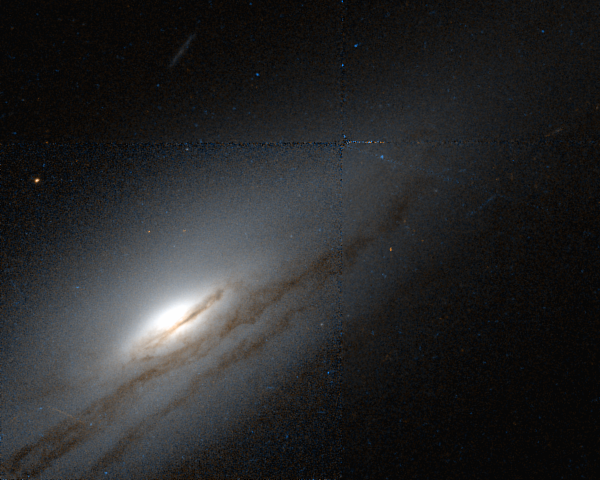
NGC 5689 par le télescope spatial Hubble.

NGC 5689 est III présente une large raie HI.
À ce jour, une mesure non basée sur le décalage vers le rouge (redshift) donne une distance d'environ 35,600 Mpc (∼116 millions d'al). Cette valeur est à l'intérieur des valeurs de la distance de Hubble. 

## Groupe d'IC 1029
Selon A. M. Garcia, NGC 5689 fait partie du groupe d'IC 1029. Ce groupe de galaxies compte au moins 11 membres. Les autres galaxies du groupe sont NGC 5602, NGC 5660, NGC 5673, NGC 5676, NGC 5682, NGC 5693, NGC 5707, IC 1029 et UGC 9426. La onzième galaxie mentionnée par Garcia est NGC 5624, mais son appartenance à ce groupe est incertaine.
Abraham Mahtessian mentionne aussi ce groupe, mais sa liste ne comprend que six galaxies : NGC 5660, NGC 5673, NGC 5676, NGC 5689, NGC 5693 et IC 1029.